# 企鵝蘭登書屋
企鵝蘭登書屋（英語：Penguin Random House），於2013年成立的出版社，由德國貝塔斯曼的兰登書屋及英國培生集團的企鵝出版集團合組而成，貝塔斯曼將持有新公司53%股權，培生則持有餘下47%股權，合組後的新公司將佔有全球出版業務近1/4的市場佔有率。
2017年7月11日英國培生集團將以10億美元的作價向合資夥伴德國媒體公司貝塔斯曼出售企鵝藍燈書屋22%的股份，交易完成後，培生仍將持有企鵝蘭登書屋的25%股權。
2019年12月19日德国贝塔斯曼集团收购英国培生集团持有的企鹅兰登书屋剩余的25%股份，交易完成后贝塔斯曼集团全资持股企鹅兰登。

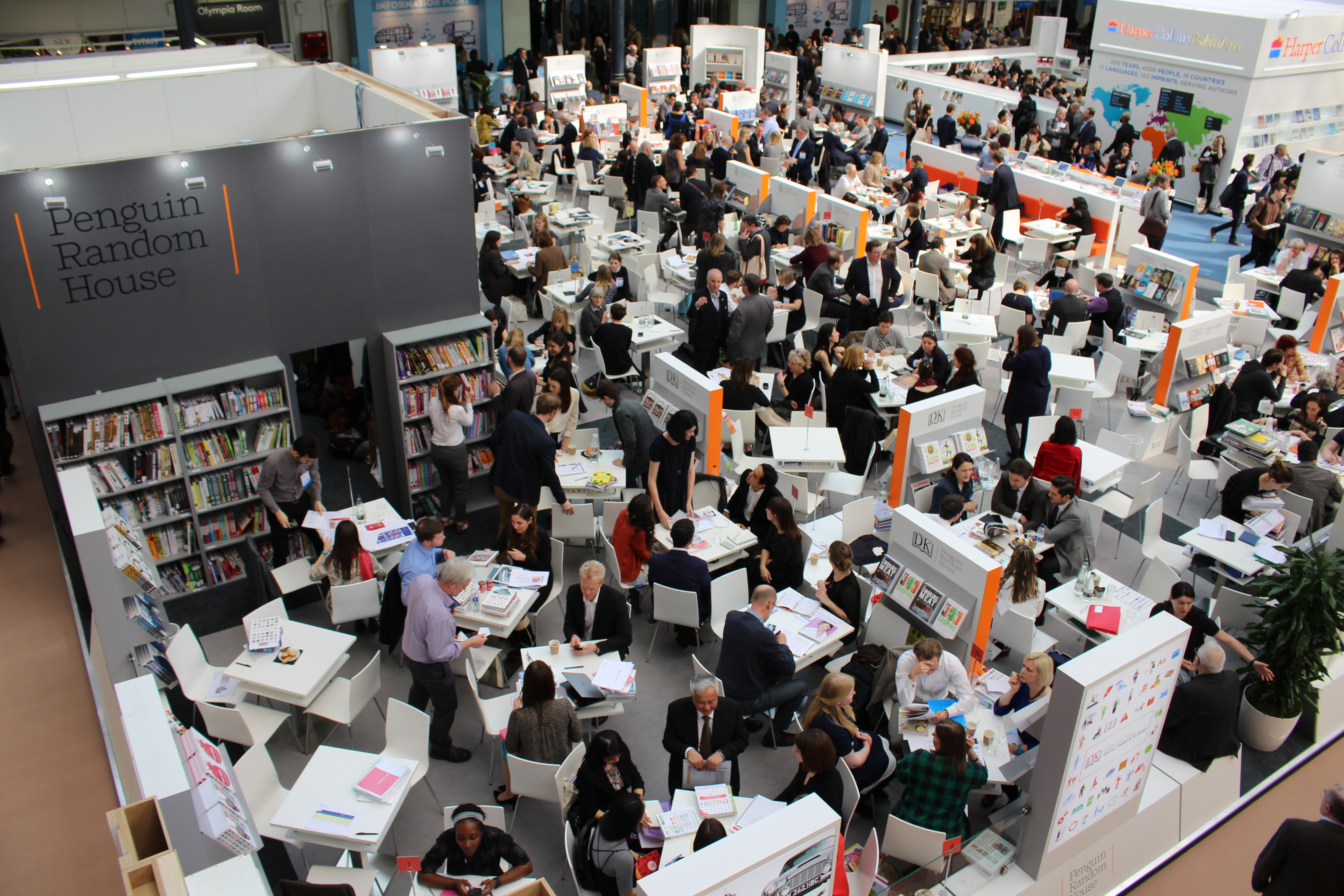
企鹅兰登的展销会，2016

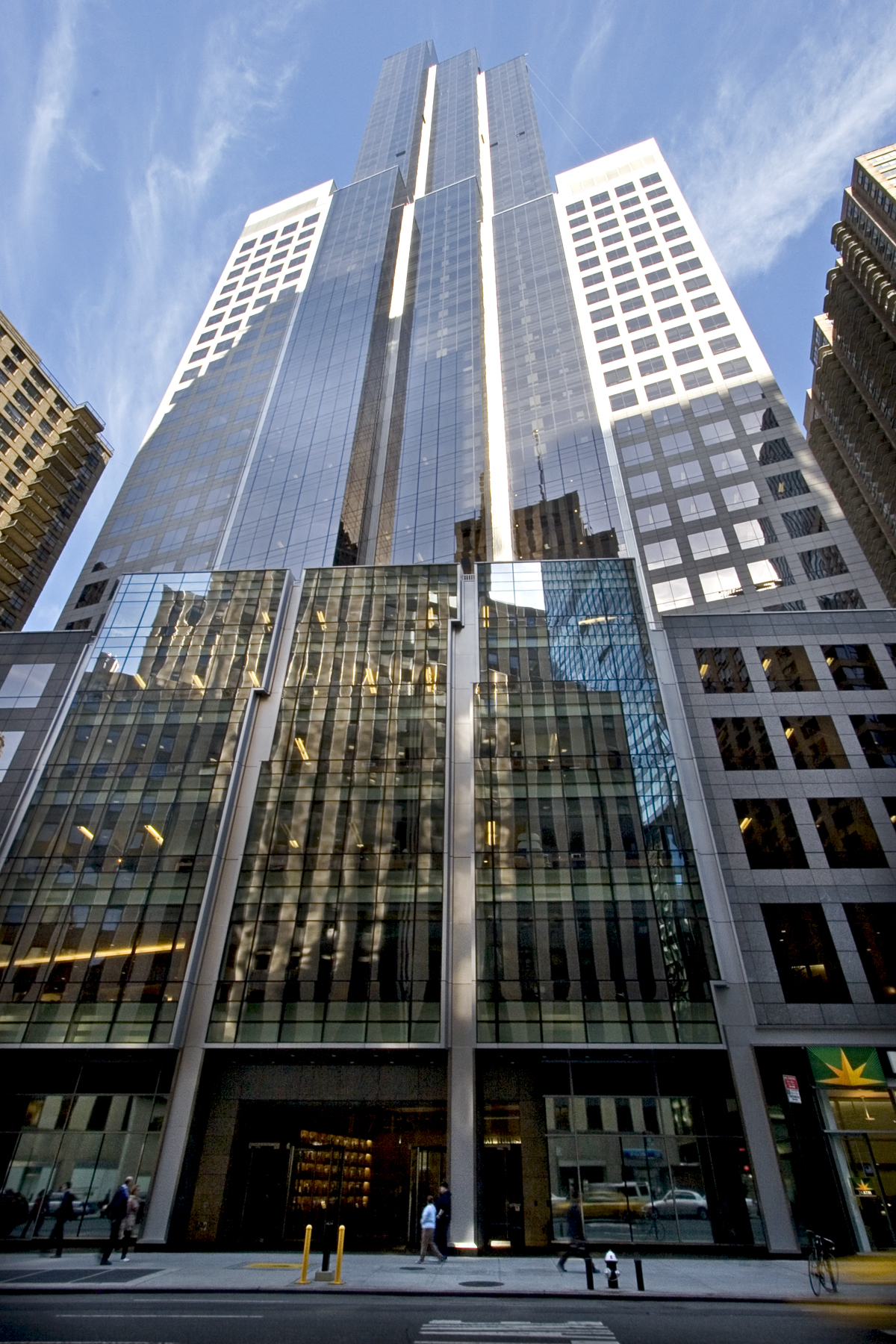
企鹅兰登在纽约的大厦